# Alois Nebel

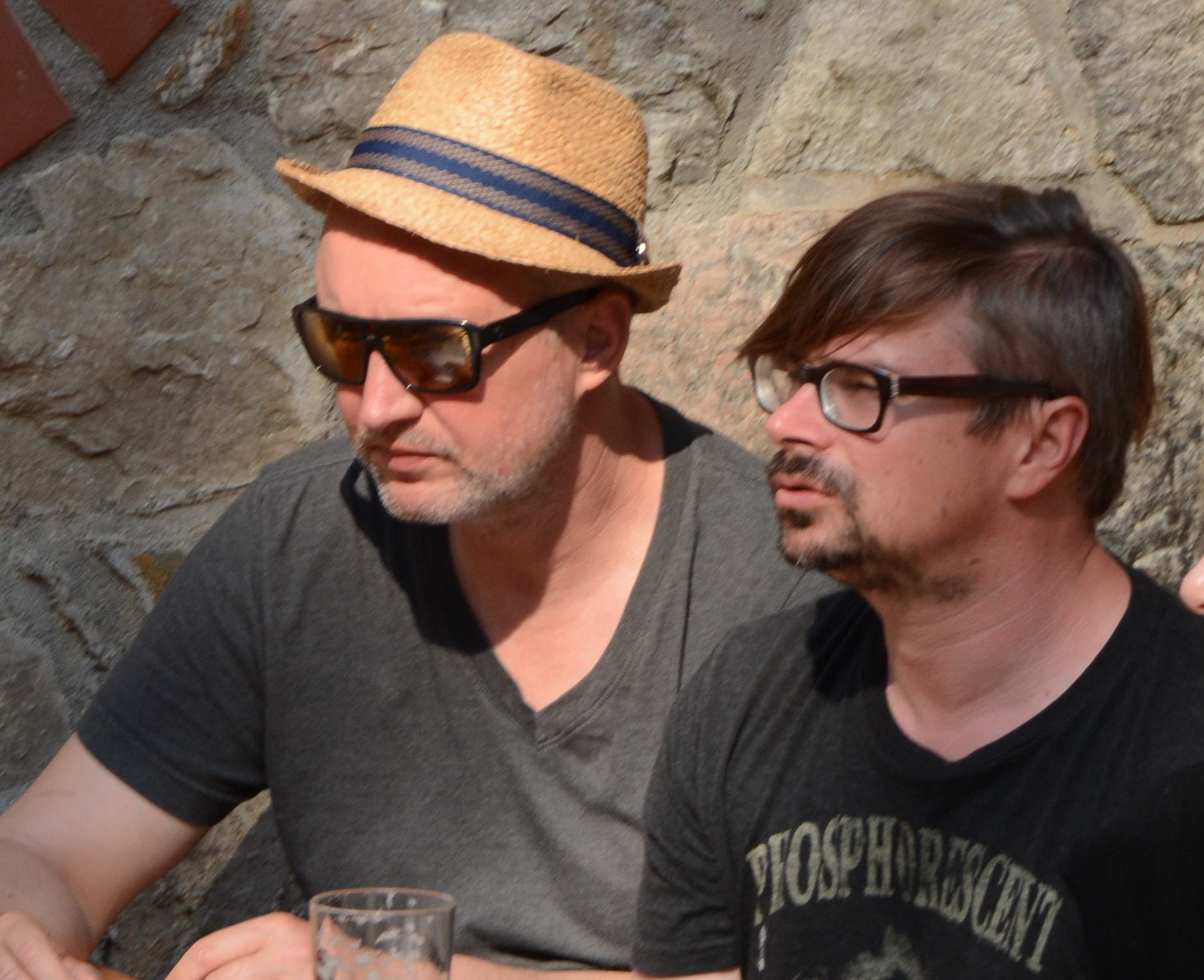
Jaromír Švejdík (po lewej) i Jaroslav Rudiš

Alois Nebel – fikcyjna postać dyżurnego ruchu, bohatera cyklu czeskich komiksów autorstwa pisarza i scenarzysty Jaroslava Rudiša oraz rysownika Jaromíra Švejdíka, tworzącego pod pseudonimem Jaromir 99. Postać tytułowa pojawiła się najpierw w serii trzech komiksów „Bílý potok“ (Biały potok, 2003), „Hlavní nádraží“ (Dworzec główny, 2004) i „Zlaté Hory“ (Złote góry, 2005) oraz w czasopismach Reflex i Respekt. Na podstawie komiksów powstało przedstawienie teatralne, zainscenizowane w teatrze w Ústí nad Labem, a w roku 2011 reżyser Tomáš Luňák zrealizował film rysunkowy o tej samej nazwie. Rysunki do tego filmu powstawały w znacznej części na podstawie zdjęć z udziałem aktorów, przetwarzanych następnie na rysunki w odcieniach szarości za pomocą techniki Rotoscoping. Rolę tytułową odtwarzał aktor Miroslav Krobot. Premiera filmu odbyła się na festiwalu filmowym w Wenecji. 
Akcja rozpoczyna się latem roku 1989 i rozgrywa się dalej na stacji kolejowej i szpitalu psychiatrycznym w miejscowości Bílý potok we wschodnich Sudetach w pobliżu granicy polsko-czeskiej. Dyspozytora Nebla czasami ogarnia dziwna mgła, z której wyłaniają się sceny z przeszłości tamtejszych Czechów, Polaków i Niemców: zajęcie Sudetów przez wojska hitlerowskie, wywóz Żydów, powojenne wygnanie ludności niemieckiej, najazd wojsk Układu Warszawskiego. Wracają sceny z dzieciństwa, postać niemieckiej piastunki Dorotei. Cierpiący wskutek omamów Nebel dostaje się do szpitala psychiatrycznego. Opowieść kończy się na dworcu głównym w Pradze, gdzie bezdomny Nebel spotyka swoją prawdziwą miłość, pracującą w toalecie dworcowej Kvĕtę. 
W kolejowym rozkładzie jazdy z grudnia 2013 pojawił się pociąg „Alois Nebel” R 1412/1413 kursujący na trasie linii kolejowej nr 292 prowadzącej do Głuchołazów.